# Painel Internacional de Recursos
O Painel Internacional de Recursos (em inglês: International Resource Panel, IRP) é um painel científico de especialistas que visa ajudar as nações a usar os recursos naturais de forma sustentável, sem comprometer o crescimento econômico e as necessidades humanas. Ele fornece avaliações científicas independentes e consultoria especializada em uma variedade de áreas, incluindo:
- o volume das reservas de matérias-primas selecionadas e a eficiência com que esses recursos estão sendo usados
- os impactos ambientais de todo o ciclo de vida de produtos e serviços criados e consumidos em todo o mundo
- opções para atender às necessidades humanas e econômicas com menos recursos ou menos recursos.

A Secretaria do IRP é mantida pelo Programa das Nações Unidas para o Meio Ambiente por meio de seu escritório em Paris, França.